# Кадруш Радогоши
Кадруш Радогоши (на албански: Kadrush Radogoshi) е косовски литературен критик, драматург, поет и писател на произведения в жанра драма, лирика, мемоари и документалистика, югославски дисидент.

## Биография и творчество
Кадруш Радогоши е роден на 15 септември 1948 г. в Дяковa, автономна област Косово, Югославия. Завършва основно училище и гимназия в Дяково. После следва в катедрата по албански език и литература на Философския факултет на университета в Прищина, където поличава магистърска степен по филология с дипломна работа на тема „Поетиката на съвременния албански роман с тема от XV век“.
След дипломирането си, в периода 1969 – 1981 г. работи като учител. В периода 1979 – 1986 г. редактира литературно списание „Paths“ и редактира няколко книги от различни литературни жанрове.
През 1981 г. е обвинен и осъден на затвор по член 133, параграф 1 от Наказателния кодекс на бивша Югославия за престъплението „враждебна пропаганда“ за анти-югославска пропаганда. След освобождаването му от затвора е уволнен и му е отнето правото да преподава в продължение на 18 години. До 1990 г. му е отказано да стане член на Съюза на писателите, а произведенията му са цензурирани.
Години наред е безработен и преследван. През това време започва активно да пише. Автор е поезия, проза (разкази и романи), драма, есета и литературна критика. Носител е на много награди за поезия и разкази в литературни конкурси.
Първата му стихосбирка „Në mes të heshtjes e këngës“ (Между мълчанието и песента) е издадена през 1981 г. Следват стихосбирките „На кръстопът“, „Некрология за Содом“, „Интерпретации“, „Хералдика на скръбта“, „През литературната вселена“, „Покривът на душата пада“, „Орфей от родината“, „Усмихната мъка“, романите „Художественият живот на Илир Шкрета“ и „Хомо Дарданикус“, пиесата „Адем Яшари и смъртта“, мемоарите му „През кръговете на сръбския ад“, книги с литературна критика.
Противопоставя се активно на премахването на автономията на Косово от режима на Милошевич. На 28 март 1989 г. е арестуван, заедно с още 237 интелектуалци, е изпратен първо в затвора Лесковац, а след това в затвора в Прокупле, само с решение на репресивния полицейски апарат.
През 90-те години на XX век става един от основателите на Независимите профсъюзи на Косово и част от ръководството им. В периода 1992 – 1997 г. е президент на Литературен клуб „Gjon Nikollë Kazazi“ в Дяково, и е редактор на литературното списание на клуба „Shtigje“.
След войната в Косово (1998 – 99) работи като професор по литература до 2010 г., когато се имигрира в Канада със семейството си. През това време той е вицепрезидент (2005 – 2007) и президент (2007 – 2009) на Съюза на писателите в Косово. През този период е и член на Литературния съвет към Министерството на културата на Косово.
През 2003 г. книгата му „Nëpër universin letrar“ (През литературната вселена) получава наградата „Петър Богдани“ (на името на писателя Петър Богдани) за най-добро литературно произведение. През 2004 г. печели специалната награда на фестивала „Поетична софра Юмер Елшани“ (на името на писателя Юмер Елшани).
Кадруш Радогоши живее със семейството си в Канада. В Канада е член на Гилдията на писателите от Алберта и член на „Разходка на поетите“ в Едмънтън.

## Произведения

### Поезия
- Në mes të heshtjes e këngës (1981)
- Në udhëkryq (1984)
- Nekrologji për Sodomën (1991)
- Heraldika e pikëllimit (1997)
- Pikon çati e shpirtit (2004)
- Orfeu nga Vendenisi (2005)
- Pikëllim i buzëqeshur (2006)
- Çabrat antologjia – seancë e përshpirtshme (2008)
- Seancë e përshpirtshme 2 (2014) – двуезична, на английски и албански

### Самостоятелни романи
- Jeta artistike e Ilir Shkretës (1993)
- Homo Dardanicus (2001)

### Пиеси
- Adem Jashari dhe vdekja (2001)

### Документалистика
- Poetika e romanit bashkëkohor shqiptar...(1985) – литературна критика
- Interpretime (1993) – литературна критика
- Nëpër universin letrar (2003) – литературна критика
- Nëpër rrathët e ferrit serb (2000) – мемоари
- Semantika e bregut tjetër (2008) – литературна критика